# Megafån
Megafån är en svensk konstnärsgrupp. 2006-2007 anordnade gruppen ett feministiskt konstprojekt vid namn Feministtapet.
Megafån har fotograferat ca 800 finländare i sin mobila studio och tryckt en tapet av bilderna. Den som varit med har också haft möjlighet att få en egen pratbubbla, för att säga något om sin feminism. Tapeten visar att det finns feminister i Finland, och att de har något att säga. Den fungerar som ett slags fredlig demonstration.
Alla som fotograferats till tapeten har fått ett eget exemplar av den. Megafån har uppmanat dem att hänga feministtapeten på ett ställde där den behövs, gärna där många människor kan se den. Medlemmarna i Megafån (Freja Bäckman, Heidi Lunabba och Fredrika Biström) har även själva hängt tapeten på olika allmänna platser.